# Dominique Toaï
Dominique Toaï (1812-1862), né dans un petit village du Tonkin, est un pécheur chrétien, mis à mort et exécuté pour sa foi catholique. Considéré comme martyr par l’Église catholique, il est canonisé le 19 juin 1988 par le pape Jean-Paul II. Sa mémoire est célébrée le 5 juin de chaque année.

## Biographie
Dominique est né en 1812 dans un petit village de pêcheurs aujourd'hui dans la province de Thái Bình, dans le nord Viêt Nam. Il se marie et a gagne sa vie en pêchant sur la rivière Nhi Binh, près de l'estuaire. Le roi Tự Đức, impose le 17 janvier 1860 un nouvel édit de « dispersion générale des chrétiens », avec l'ordre de raser les villages de chrétiens de démembrer les familles et de disperser les survivants,. En conséquence de quoi, Dominique est arrêté et emmené dans le district de Quynh Coi. En même temps que lui, un autre pêcheur est arrêté pour les mêmes motifs : Dominique Huyen. Il partageront le même sort. Voyant que Dominique Toaï était malade et qu'il avait des difficultés à marcher, les soldats lui ont proposé de payer de l'argent pour obtenir son pardon, mais il a refusé. Emprisonné durant neuf mois, il subit des conditions inhumaines de détention, ainsi que la torture. Il conserve néanmoins sa foi catholique et il exhorte ses compagnons à tenir ferme également dans leur foi, malgré les tortures qu'ils subissent. Le 5 juin 1862, il est condamné à être brûlé vif sur le site d'exécution de Nam Định,,. Son corps sera par la suite enterré dans l'église du Saint Nom de Jésus, appartenant au diocèse de Dong Thanh (dans laprovince de Thái Bình).
Dominique Toai, ainsi que Dominique Huyen sont canonisés le 19 juin 1988 par le pape Jean-Paul II. Leur mémoire est célébrée le 5 juin,. Ils font tous deux partis des martyrs du Viêt Nam.

## Crédit d'auteurs
- (vi) Cet article est partiellement ou en totalité issu de l’article de Wikipédia en vietnamien intitulé « Đa Minh Toại » (voir la liste des auteurs).